# Брезовський потік (притока Мияви)
Брезовський потік (словац. Brezovský potok) — річка, ліва притока Мияви, в  округах Миява і Сениця.
Довжина — 20 км.
Витік знаходиться біля села Полянка на висоті 420 метрів. Приймає води Прєпаснянського потоку.
Впадає у Мияву при селі Осуске.